# Newton Cannon

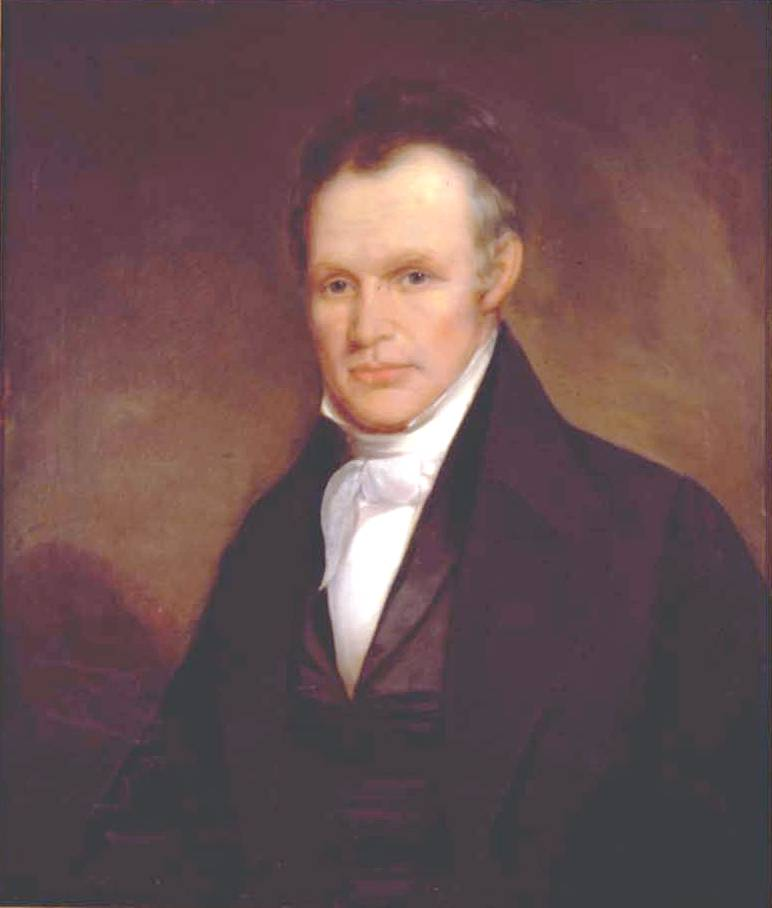
Newton Cannon (Porträt von Washington Bogart Cooper)

Newton Cannon (* 22. Mai 1781 im Guilford County, North Carolina; † 16. September 1841 in Nashville, Tennessee) war ein US-amerikanischer Politiker und zehnter Gouverneur von Tennessee. Außerdem vertrat er diesen Bundesstaat als Abgeordneter im Repräsentantenhaus der Vereinigten Staaten.

## Frühe Jahre und politischer Aufstieg
Die aus North Carolina stammende Familie Cannons ließ sich 1790 im Williamson County in Tennessee nieder. Dort erhielt der junge Newton seine Schulausbildung. Als Erwachsener wurde er zunächst ein aufstrebender Farmer und Pflanzer.
Seit 1811 nahm Newton Cannon am öffentlichen Leben teil. In diesem Jahr wurde er in den Senat von Tennessee gewählt. Er nahm am Krieg von 1812 teil und wurde Oberst in der Tennessee National Garde. Bis 1823 saß er mehrfach im Kongress in Washington. Präsident James Monroe beauftragte ihn 1819, einen Vertrag mit den Chickasaw-Indianern auszuhandeln. 1827 kandidierte er erfolglos gegen Sam Houston für das Amt des Gouverneurs von Tennessee. Danach wurde er wieder Senator dieses Bundesstaats; gleichzeitig kümmerte er sich um seine Plantage. Politisch schloss er sich der Whig Party an, die in Opposition zur bisher regierenden Demokratischen Partei und zu Präsident Andrew Jackson stand.

## Gouverneur von Tennessee
1835 entschloss er sich, nochmals für das Amt des Gouverneurs zu kandidieren. Diesmal gelang ihm ein klarer Sieg – unter anderem auch deshalb, weil die Rechtmäßigkeit der Kandidatur seines Konkurrenten und Amtsvorgängers William Carroll umstritten war. Dieser hatte bereits drei zusammenhängende Amtszeiten absolviert. Das war laut Verfassung das Maximum. Carroll berief sich aber darauf, dass in seiner letzten Amtszeit eine neue Verfassung verabschiedet worden war. Nach Carrolls Auffassung begann die Zählweise der Amtszeiten der Gouverneure mit der Verabschiedung der neuen Verfassung 1834 neu. Die Wähler von 1835 erteilten ihm eine Absage und Cannon wurde zum zehnten Gouverneur von Tennessee gewählt.
Insgesamt absolvierte er zwei Amtszeiten und blieb bis 1839 im Amt. In dieser Zeit setzte er sich für eine Verbesserung der Infrastruktur in seinem Staat ein. Der Eisenbahnbau schritt schnell voran. Das Straßennetz wurde ebenso ausgebaut wie das Kanalsystem für die Binnenschifffahrt. In seiner zweiten Amtszeit gründete er eine neue Staatsbank, deren Gewinne in den Ausbau des Schulwesens investiert wurden. Erwähnenswert ist noch, dass in seiner Amtszeit die Umsiedlung der Indianer unter dem sogenannten Indian Removal Act abgeschlossen wurde. 1839 bewarb sich Cannon um eine dritte Amtszeit. Inzwischen war aber die Stimmung gegen ihn umgeschlagen. Das lag zum einen an wachsender Kritik der Opposition an seiner Politik, zum anderen an der Person seines Herausforderers James K. Polk. Dieser war ein bekannter Kongressabgeordneter der Demokratischen Partei, deren Unterstützung er im Wahlkampf bekam. Trotzdem erreichte Cannon noch ein gutes Ergebnis gegen den späteren US-Präsidenten Polk, dessen Vorsprung nur 2500 Stimmen betrug.

## Lebensende und Tod
Nach seiner Abwahl 1839 zog sich Cannon aus der Politik zurück und widmete sich seinen Privatangelegenheiten. Er starb zwei Jahre später und wurde auf seinem Landsitz im Williamson County beigesetzt.